# Marcinków (województwo świętokrzyskie)
Marcinków – wieś w Polsce położona w województwie świętokrzyskim, w powiecie starachowickim, w gminie Wąchock.
W latach 1975–1998 miejscowość administracyjnie należała do województwa kieleckiego.
| SIMC    | Nazwa     | Rodzaj    |
| ------- | --------- | --------- |
| 0276699 | Pod Lasem | część wsi |

Przez wieś przechodzi czerwony Szlak Milenijny ze Skarżyska-Kamiennej do Kałkowa oraz niebieski szlak rowerowy ze Skarżyska-Kamiennej do Ostrowca Świętokrzyskiego.
Wieś położona jest w pasie rezerwatu archeologicznego Rydno.
Wierni Kościoła rzymskokatolickiego należą do parafii Wniebowzięcia Najświętszej Maryi Panny i św. Floriana w Wąchocku.